# كونشا ميلينديز
كونشا ميلينديز (بالإنجليزية: Concha Meléndez)‏ هي كاتِبة وشاعرة أمريكية، ولدت في 21 يناير 1895 في كاغواس في الولايات المتحدة، وتوفيت في 26 يونيو 1983 في سان خوان في الولايات المتحدة.